# Begonia tayabensis
Espèce
Begonia tayabensis est une espèce de plantes de la famille des Begoniaceae. Ce bégonia est originaire des Philippines. L'espèce fait partie de la section Reichenheimia. Elle a été décrite en 1918 par Elmer Drew Merrill (1876-1956). L'épithète spécifique tayabensis signifie « de Tayabas », en référence à Tayabas, lieu de récolte des spécimens types en 1917 par M. Ramos et G. Edaño aux Philippines.

## Répartition géographique
Cette espèce est originaire du pays suivant : Philippines.